# چاه قاضی
چاه قاضی (کوهدشت)، روستایی از توابع بخش کوهنانی شهرستان کوهدشت در استان لرستان ایران است.

## جمعیت
این روستا در دهستان زیرتنگ قرار دارد و براساس سرشماری مرکز آمار ایران در سال ۱۳۸۵، جمعیت آن ۱۸۶ نفر (۳۶خانوار) بوده‌است.